# Kendama

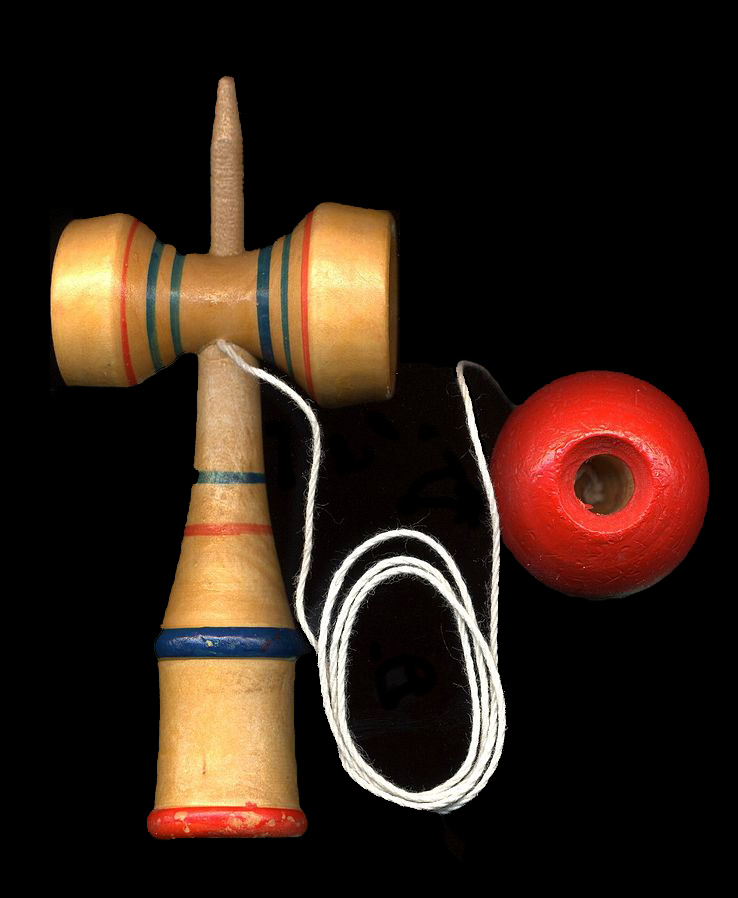
Kendama.

Kendama (けん玉 eller 剣玉 eller 拳玉) är en japansk leksak som består av ett hammarliknande objekt med en boll fastsatt i en tråd. Troligen ursprungsland är Frankrike och inte Japan som många kan tro. Bollen har ett hål i sig och sitter på en liten spik högst upp på kendaman. Målet är att man ska kasta upp bollen i luften och få den att landa på en av de konkava ytorna på sidorna.